# Feldbahn von Guadalajara
| Feldbahn am Aquädukt von Guadalajara Decauville-Lokomotive N° 297/1899      |                     |                                             |                                             |
| Streckenlänge:                                                              | 5,5 km              |                                             |                                             |
| Spurweite:                                                                  | 500 mm (Schmalspur) |                                             |                                             |
|                                                                             |                     |                                             |                                             |
| \| \| \| Guadalajara Plazuela de la Capilla de Jesús \| \| \| \| Colomos \| |                     |                                             |                                             |
| Kopfbahnhof Streckenanfang (Strecke außer Betrieb)                          |                     | Guadalajara Plazuela de la Capilla de Jesús | Guadalajara Plazuela de la Capilla de Jesús |
| Kopfbahnhof Streckenende (Strecke außer Betrieb)                            |                     | Colomos                                     | Colomos                                     |

Die Feldbahn von Guadalajara führte in Mexiko von der Plazuela de la Capilla de Jesús in Guadalajara nach Colomos.

## Geschichte
Die um 1899 mit transportablen Decauville-Gleisjochen verlegte Strecke war etwa 5,5 km lang und hatte die ungewöhnliche Spurweite von 500 mm. Sie diente 1900–1903 dem Transport von Baumaterial und Maschinen für den Bau des Aquädukts im Colomos-Polygon zur Trinkwasserversorgung der 16 Stadtteile von Guadalajara unterhalb des Wasserschutzgebiets Bosque los Colomos.
Die gemischten Güter- und Personenzüge für den Transport von bis zu vier Tonnen Steinen, Kohle, Brennholz und Arbeitern bestanden meist aus einem offenen Güterwagen und ein bis zwei seitlich offenen Personenwagen (Decauville-Baladeuse), in denen jeweils 16 Personen sitzend und vier stehend auf den Trittbrettern befördert werden konnten. Sie wurden von der zweiachsigen Decauville-Lokomotive N° 297 gezogen, die am 12. Mai 1899 in Frankreich hergestellt worden war.